# Statendam (schip, 1993)
De Statendam was een cruiseschip van de Holland-Amerika Lijn. In 1992 werd het schip in dienst gesteld bij de Holland-Amerika Lijn. De Statendam had de haven van Rotterdam als thuishaven.De Statendam werd ingezet bij cruises naar het Panamakanaal en Alaska, en later ook naar Hawaii en Tahiti
Het schip is in 2015 verkocht aan P&O Australië, die het herdoopte het in Pacific Eden. De Statendam werd samen met de Ryndam vervangen door de in Italië gebouwde Koningsdam, die als thuishaven Amsterdam kreeg.
Amsterdam ·
Eurodam · 
Koningsdam ·
Maasdam ·
Noordam ·
Oosterdam ·
Prinsendam ·
Rotterdam ·
Ryndam ·
Statendam ·
Veendam ·
Volendam ·
Westerdam ·
Zaandam ·
Zuiderdam